# Der Nister
Der Nister (Idiș: דער נסתּר; n. la Berdîciv,  Ucraina în 1884 – d. 1950 în Uniunea Sovietică, Gulag) a fost pseudonimul lui Pinchus Kahanovici (פנחס כהנאָוויטש), scriitor de limbă idiș, filozof, traducător și critic.